# Bratstvo in estradstvo
Bratstvo in estradstvo je drugi studijski album slovenskega raperja Mita, ki je izšel 29. septembra 2017 na YouTubeu. Album je izšel tudi v fizični obliki v nakladi 500 izvodov pri založbi Beton Records.

## Kritični odziv
Za Mladino je Goran Kompoš napisal: "Mito v šestnajstih komadih – pol časa kritično, pol humorno – tolče po mariborskih kvazi elitah, političnih voditeljih, se sprašuje o medgeneracijskih napetostih, vijuga med čeferini, cigani, domoljubi, migranti, pidžiji, predini, kendricki (kalamarji), kanyeji, hipsterji, milficami, šampanjci na strehah, diplomanti v henklu, napove štajerski plebiscit ... Z mojstrskim občutkom za drzne, avanturistične, sodobne raperske beate, ki mu jih ukrojijo YNGFirefly, Tamau, Nite, Wrong Idea in Šuljo." Albumu je podelil 5 zvezdic in poleg tega še rekel, da gre "še en nesporen favorit za ploščo leta."
Za Radio Študent je Dušan Bulajić prav tako pohvalil album: "Mito je torej povsem sam, brez gostovanj dostavil album, ki presega okvirje zadnjih treh, morda celo petih let slovenske scene in iz nje izraslih izdelkov. Bratstvo in estradstvo je domači rap album leta."
Na Radiu Študent je bil album uvrščen na 7. mesto, v spletni reviji Beehype pa na 6. mesto najboljših slovenskih albumov leta.

### Priznanja
| objava        | uvrstitev | seznam                      |
| ------------- | --------- | --------------------------- |
| Radio Študent | 7.        | Naj domača tolpa bumov 2017 |
| Beehype       | 6.        | Best of 2017                |

## Seznam pesmi
Vsa besedila je napisal Andrej Janžekovič.
| Št. | Naslov                    | Glasba in produkcija         | Dolžina |
| --- | ------------------------- | ---------------------------- | ------- |
| 1.  | „Škatljiva zadeva‟        | Nite (Tine Šrekl)            | 2:48    |
| 2.  | „Cigarilo‟                | YNGFirefly (Urban Senekovič) | 2:39    |
| 3.  | „Rodi odri‟               | Wrong Idea (Teraš Joran)     | 4:30    |
| 4.  | „Nova vrsta spišis‟       | YNGFirefly                   | 2:29    |
| 5.  | „Vsepovsod‟               | Tamau (Jure Plešic)          | 2:48    |
| 6.  | „Bratstvo in estradstvo‟  | Nite                         | 3:29    |
| 7.  | „Volkodlaka‟              | Šuljo (Andrija Šulić)        | 2:44    |
| 8.  | „Vlagam ljubezen v denar‟ | YNGFirefly, Nite             | 3:12    |
| 9.  | „Anotha‟                  | YNGFirefly                   | 3:07    |
| 10. | „Mikice‟                  | YNGFirefly                   | 3:18    |
| 11. | „Črni Tona‟               | YNGFirefly, Nite             | 3:57    |
| 12. | „Vetrnice‟                | YNGFirefly                   | 2:51    |
| 13. | „Nadaura‟                 | Šuljo                        | 3:34    |
| 14. | „Janez Novak‟             | YNGFirefly                   | 2:54    |
| 15. | „57KillaMilf‟             | YNGFirefly                   | 2:56    |
| 16. | „Penzija‟                 | Tamau                        | 3:10    |

## Zasedba
- Mito – vokal, besedila
- Nite (Tine Šrekl) – beati, aranžmaji, produkcija, miks, snemanje vokalov
- Šuljo (Andrija Šulić) – beati, aranžmaji, produkcija, miks
- YNGFirefly (Urban Senekovič) – beati, aranžmaji, produkcija, miks
- Wrong Idea (Teraš Joran) – beati, aranžmaji, produkcija, miks
- Tamau (Jure Plešic) – beati, aranžmaji, produkcija, miks
- Igor Vuk – mastering
- Nenad Cizl – oblikovanje